# Nicolas Jones-Gorlin
Pour les articles homonymes, voir Gorlin et Jones.
Œuvres principales
- Poupées (2000)
- Rose bonbon (2002)
- Mérovée (2008)

Nicolas Jones-Gorlin est un écrivain et scénariste français né le 29 avril 1972 à Paris.

## Biographie
Nicolas Jones-Gorlin a été journaliste politique de 2000 à 2002, dans la revue L'Hémicycle, de l'Assemblée nationale.
En 2002, à la suite d'une plainte de l'association L'Enfant bleu et à un coup de téléphone de Nicolas Sarkozy, Antoine Gallimard retire son deuxième roman, Rose Bonbon, de la vente dans un premier temps,. Jean-Marie Laclavetine le défend dans l'émission Tout le monde en parle face à Christine Angot et Éric Neuhoff. Il est également le co-créateur de la série Made in France, diffusée sur France Télévisions en janvier 2025.

## Œuvres

### Articles
- « Anne Nivat: Six mois dans l'Irak d'après guerre », Glamour, no 7,‎ octobre 2004
- « Les Belges influents », Paris Match, no 2919,‎ 25 avril 2005
- « Le pouvoir serait-il interdit aux femmes? », Femme Actuelle, no 1104,‎ 21 novembre 2005
- « Emmanuel Bourdieu. Hors académie », Philosophie Magazine, no 17,‎ février 2008
- « In bed with Laurent Wauquiez », Les Inrockuptibles, no 739,‎ 27 janvier 2010

### Nouvelle
- « Les souris Schwarzenegger », La Nouvelle Revue française, no 564,‎ janvier 2003, p. 96-105

### Ouvrages collectifs
- Dominique Huez et Nicolas Jones-Gorlin, Souffrir au travail : Comprendre pour agir, Paris, Editions Privé, 2008, 186 p. (ISBN 978-2-35076-083-4)

### Romans
- Poupées, Paris, Gallimard, 2000, 171 p. (ISBN 978-2-07-075774-9)
- Rose bonbon, Paris, Gallimard, 2002, 176 p. (ISBN 978-2-07-076665-9)
- Mérovée : roman, Paris, Léo Scheer, 2008, 222 p. (ISBN 978-2-7561-0112-5)

### Scénario
- 2012 : Yes We Can, d'Olivier Abbou[5].
- 2016 : Meurtres à Grasse, de Karim Ouaret.
- 2017 : Cassandre (série télévisée), épisode À contre-courant.
- 2018 : Meurtres en Lorraine, de René Manzor.
- 2019 : Cassandre, épisode Une vie meilleure.
- 2020 : Cassandre (série télévisée), épisode La rançon du silence.
- 2021 : Cassandre (série télévisée), épisode Temps mort.
- 2022 : Meurtres à Nancy, de Sylvie Ayme.
- 2025 : Made in France (série télévisée)

#### Nicolas Jones-Gorlin, articles ou études critiques
- « Aillagon au secours de "Rose-Bonbon" », Le Nouvel Observateur,‎ 7 septembre 2002 (lire en ligne, consulté le 6 février 2015).
- Antonin Iommi-Amunategui, « Nique la police », Libération,‎ 3 janvier 2008 (lire en ligne, consulté le 6 février 2015).